# Charles Simmons
Charles Simmons (Londres, 24 de desembre de 1885 – Willesden, Londres, 15 de febrer de 1945) va ser un gimnasta artístic anglès que va competir a començaments del segle xx.
El 1912 va prendre part en els Jocs Olímpics d'Estocolm, on va guanyar la medalla de bronze en el concurs complet per equips del programa de gimnàstica. En aquests mateixos Jocs fou vint-i-vuitè en el concurs complet individual.
El 1914 es casà amb Winifred Aida Loveland. Tingueren quatre fills, la més jove de les quals fou l'actriu Jean Simmons. Morí a Londres el 15 de febrer de 1945.